# Zachyst
Zachyst (ukr. Захист) – wieś na Ukrainie, w obwodzie kirowohradzkim, w rejonie nowoukraińskim, w hromadzie Nowomyrhorod. W 2001 liczyła 207 mieszkańców.